# 530739 Nanligong
530739 Nanligong este o planetă minoră (asteroid) din centura de asteroizi. A fost descoperită pe 3 octombrie 2011 la Xuyi County⁠(d) de . 
Obiectul prezintă o orbită caracterizată de o semiaxă mare de 3,1921379396224 UAi, o excentricitate de 0,18325579146201, o înclinație de 17,211707319456 ° în raport cu ecliptica.